# Arcos de la Frontera
Arcos de la Frontera este un municipiu în provincia Cádiz, Andaluzia, Spania cu o populație de 28.369 locuitori.
1. ↑  Nomenclátor Geográfico de Municipios y Entidades de Población (20240402 edition)
2. ↑   https://www.dyntra.org/poi/isidoro-gambin-jaen-alcalde-de-arcos-de-la-frontera/ Lipsește sau este vid: |title= (ajutor)